# Битва при Ровине
Битва при Ровине — сражение 17 мая 1395 года (по другим сведениям — 10 октября 1394 года) между вторгшейся в Валахию 40-тысячной османской
армией под предводительством султана Баязида I и 10-тысячным валашским войском, руководимым господарём Мирчей Старым. На стороне турок выступали также сербские отряды вассальных туркам княжеств под предводительством князя Стефана Лазаревича, Константин Деянович, Константин Балшич и кралевича Марко общей численностью в 8 тысяч человек.

## Битва
Против вторгшейся в 1394 году в Валахию многотысячной турецкой армии у господаря Мирчи в открытом бою имелось мало шансов для победы, поэтому он применил тактику партизанской войны, нападая на небольшие отряды османов, уничтожая их обозы, стараясь лишить турок продовольствия. После подобных длительных и изматывающих военных действий противники встретились для решающего сражения близ Ровине, в долине реки Арджеш, одного из притоков Дуная. Согласно преданию, перед началом сражения господарь Мирча Старый отправил к султану парламентёра, предложив Баязиду отступить за Дунай, пообещав в свою очередь беспрепятственно пропустить турок. Однако султан был настроен на продолжение войны.
Местность в районе сражения оказалась лесистой и болотистой, что помешало туркам в полной мере воспользоваться своим численным преимуществом и наиболее выгодно разместить свои отряды. Точное течение битвы не совсем прояснено, однако известно, что важную роль в нём сыграли активные действия отрядов валашских лучников, буквально расстрелявших наступающие линии турок. Затем на турок обрушился удар валашской кавалерии, после чего османы смешали ряды и отступили, уйдя позднее за Дунай. Значительные потери понесли обе стороны, в том числе и воевавшие на стороне турок сербы. Так, согласно преданию, в битве при Ровине погиб сербский князь, впоследствии известный персонаж балканского фольклора Марко-кралевич. В этой битве, которая, вероятно, произошла в валашском лесу, погиб и Константин Деянович, внуком которого был последний византийский император Константин XI Палеолог. Константин Деянович также является прапрадедом первого русского царя Ивана Грозного.
Эпическое описание битвы при Ровине и победы в ней валашских войск оставил в своей «Третьей эпистоле» великий румынский поэт Михай Эминеску.

## Последствия битвы
Османы потерпели поражение в битве, однако не всё для них было потеряно. Война резко истощила военные и экономические ресурсы Валахии, и уже через нескольких месяцев после успешной битвы быстро утративший популярность Мирча I был свергнут своим соперником Владом I и бежал в соседнее Венгерское королевство. Влад I подчинился Баязиду и стал платить дань туркам.
Через два года Мирча Старый сумел вернуть себе и валашский престол, и независимость от осман, однако в итоге к концу своего правления он был вынужден подписать договор, по которому Валахия в обмен за признание её независимости стала обязана выплачивать Османской империи 3 тысяч золотых ежегодно.